# Edward Blyth
Edward Blyth (ur. 23 grudnia 1810 w Londynie, zm. 27 grudnia 1873 tamże) – angielski zoolog i farmaceuta, jeden z pionierów indyjskiej ornitologii.
W nomenklaturze zoologicznej, gdy Edwarda Blytha uważa się za autora nazwy naukowej jakiegoś taksonu, przyjęło się stosowanie skrótu Blyth na oznaczenie jego pełnego imienia i nazwiska.

## Biografia
Edward Blyth urodził się w Londynie 23 grudnia 1810. Jego ojciec był sukiennikiem. Blyth wykształcił się i pracował jako aptekarz. W 1841 roku zaproponowano mu posadę kuratora Muzeum Królewskiego Towarzystwa Azjatyckiego w Bengalu (ang. The Royal Asiatic Society of Bengal). Towarzystwo, które go zatrudniło, nie spodziewało się, iż znajdzie Europejczyka chętnego do przyjęcia posady przynoszącej 300 funtów dochodu rocznie. Uposażenie nie było zmieniane od dwudziestu lat, a dodatek na opłacenie mieszkania wynosił zaledwie cztery funty miesięcznie. Do jego obowiązków należało przeprowadzenie aktualizacji muzealnych katalogów. W 1845 ożenił się. Szukając sposobów na polepszenie swojej sytuacji materialnej pisał pod pseudonimem do „Indian Sporting Review”. Łapał też zwierzęta i sprzedawał je bogatym kolekcjonerom w Indiach i Wielkiej Brytanii. Zwracał się ze swoją ofertą do różnych znanych osób, m.in. do Karola Darwina i Johna Goulda. Obaj odrzucili jego oferty.
Pracodawcy nie byli jednak zadowoleni z jego pracy, gdyż nie udało mu się uaktualnić muzealnego katalogu. Poświęcił się całkowicie indyjskiej awifaunie. W 1849 roku opublikował Catalogue of the Birds of the Asiatic Society. Nie musiał prowadzić obserwacji w terenie, gdyż większość okazów otrzymał od innych ornitologów: Allana Octaviana Hume’a, Samuela Tickella i Roberta Swinhoe’a. Funkcję kuratora pełnił do 1862 roku, kiedy to zły stan zdrowia zmusił go do powrotu do Anglii.
Do Londynu powrócił 9 marca 1862 roku. W 1865 roku pomagał Thomasowi C. Jerdonowi w przygotowaniu jego publikacji Birds of India. Z powodu depresji musiał jednak zrezygnować i poddać się leczeniu. Ornitolog był korespondencyjnym członkiem Towarzystwa Zoologicznego. Wybrano go na nadzwyczajnego członka Brytyjskiej Unii Ornitologicznej. Przyczynił się do tego Alfred Newton. Jego prace dotyczące ptaków zapewniły mu tytuł ojca indyjskiej ornitologii. Z czasem przydomek ten przeszedł jednak na Allana Octaviana Hume’a.
Z czasem Blyth zaczął pić i został skazany za napaść na dorożkarza. Umarł na chorobę serca 27 grudnia 1873 roku. W 1875 roku wydano pośmiertnie jego Catalogue of the Mammals and Birds of Burma, zaś w 1881 roku The Natural History of the Cranes.
Angielskie nazwy kilku gatunków ptaków mają człon będący odwołaniem do jego nazwiska: Blyth’s Hawk-eagle (pol. wojownik żałobny), Blyth’s Reed Warbler (pol. trzciniak zaroślowy), Southern Blyth’s Leaf-Warbler (pol. świstunka rododendronowa) i Blyth’s Pipit (pol. świergotek stepowy).

## Prekursor myśli ewolucyjnej
Edward Blyth akceptował zasadę dotyczącą modyfikacji gatunków na przestrzeni wieków. Jego pisma miały wpływ na Karola Darwina. Napisał trzy ważne artykuły o zróżnicowaniu, zajmując się w nich efektami selekcji sztucznej i procesów związanych z doborem naturalnym. Chciał w nich odnaleźć swego rodzaju archetyp konkretnych gatunków. Teksty te zostały opublikowane na łamach „The Magazine of Natural History” w latach 1835–1837. Blyth był jednym z pierwszych, który zwrócił uwagę na znaczenie dzieła Alfreda Russela Wallace’a On the Law Which has Regulated the Introduction of Species. Zasygnalizował istnienie tego eseju Darwinowi w jednym z listów wysłanym z Kalkuty 8 grudnia 1855 roku.